# Адам у исламу
Адам (арап. آدم — Адам, Адем) је, према исламском вјеровању, прво људско биће и пророк на Земљи. Адамову улогу оца људске расе муслимани гледају с поштовањем. Муслимани такође поштују његову жену, Еву (Хаву), као мајку човјечанства. Муслимани гледају на Адама као на првог муслимана, јер је у Курану објављено да су сви пророци проповиједали исту вјеру „покорности Богу“. Његова прича је испричана у Курану на више мјеста, мада је нарација у Курану другачија од оне у Тори по неким аспектима.

## Поглед на Стварање
Куран и хадиси дају исту причу о стварању Адама и Еве. Синтезом Курана са сунитским хадисима добија се сљедећи рачун. По Курану, када је Бог обавестио анђеле да жели оставити насљеднике на Земљи, они су испитивали да ли ће људи изазвати крвопролића и оштећења, али Он им је рекао да он зна оно што они не знају. Створио је Адама од блата и удахнуо му је живот. Хадиси додају да је назван Адам након што је направљен од блата или од коже (адим) Земље.
По Курану, Бог је затражио да се сви анђели поклоне Адаму, што су и учинили сви осим Иблиса. Због овога, Бог је протјерао Иблиса на Земљу гдје ће он искушавати људе. Бог учи Адама именима свих ствари.
Сунитски хадиси кажи да је Бог док је Адам спавао, узео његово ребро и од њега створио Еву; међутим, док се стварање спомиње у Курану, тачан ток стварања није наведен. Куран затим наводи да је Бог наредио Адаму и Еви да не смеју да прилазе једном дрвету у рајском врту, али је Иблис успео да их убеди да то учине. Затим су почели да се покривају јер су постали свесни да су били голи. Због овога, Бог је протјерао Адама и Еву на Земљу; сунитски хадиси кажу да се воће претворило у трње, а да је трудноћа постала опасна. Хадиси такође кажу да су Адам и Ева прогнани далеко и да су морали кренути у потрагу једно од другим.
По исламској теологији, не носе сва дјеца Адамов гријех. Хасиди кажу да је Адаму када је протјеран на Земљу, Бог показао када да засади сјеме и испече хљеб. То је посао начин живота све Адамове дјеце. Адам је наставио да живи око 1000 година, иако је то била тема расправе.